# Lomechusoides inflatus
Lomechusoides inflatus är en skalbaggsart som först beskrevs av Zetterstedt 1828.  Lomechusoides inflatus ingår i släktet Lomechusoides, och familjen kortvingar. Arten är reproducerande i Sverige.